# Viktoriya Zeynep Güneş
Viktoriya Zeynep Güneş, född Viktoria Solnceva 19 juni 1998 i Poltava, Ukraina, är en ukrainskfödd turkisk simmare.
Güneş tävlade i tre grenar för Turkiet vid olympiska sommarspelen 2016 i Rio de Janeiro. Hon tog sig till semifinal på både 100 och 200 meter bröstsim samt blev utslagen i försöksheatet på 400 meter medley.